# Anna Marly
Anna Betulínskaya (Анна Юрьевна Бетулинская), más conocida como Anna Marly, fue una cantante, compositora y guitarrista francesa de origen ruso, nacida el 30 de octubre de 1917 en San Petersburgo y fallecida el 15 de febrero de 2006 en Palmer, Alaska, Estados Unidos.

## Biografía
Nacida durante la Revolución rusa en la que su padre fue fusilado, abandonó su país, con su madre y su hermana, para establecerse en Francia, a principios de los años 20. 
Algunos años después, adoptó el nombre artístico de Anna Marly para actuar como bailarina y luego como cantante. En 1941 fue a Londres para unirse a la Francia Libre del general Charles de Gaulle. En 1942 creó la melodía y la letra en ruso de «Le Chant des partisans», cuya letra en francés sería escrita al año siguiente por Joseph Kessel y Maurice Druon. Este canto, utilizado como sintonía en el programa de la BBC Honneur et Patrie (honor y patria), se convirtió inmediatamente en el himno de la Resistencia francesa.
Anna Marly compuso unas 300 canciones, y, entre ellas, «La Complainte du partisan», con letra de Emmanuel d'Astier de la Vigerie, que sería interpretada por Joan Baez y Leonard Cohen, entre otros, y Une chanson à trois temps para Édith Piaf.
Después de la guerra, se fue a vivir a Sudamérica y luego a Estados Unidos.
Murió el 15 de febrero de 2006 en Palmer, Alaska, en donde residía.

## Autobiografía
- Anna Marly, Anna Marly, troubadour de la Résistance : Mémoires, Tallandier, París, 2000, ISBN 2-235-02279-0

## Condecoraciones
- Caballero de la Legión de Honor.
- Orden Nacional del Mérito

## Discografía
- Anna Marly, Les Chants de la Résistance et de la Libération (en francés)